# Kraftwerk Gösgen
Kraftwerk Gösgen är ett vattenkraftverk i Schweiz.   Det ligger i distriktet Bezirk Gösgen och kantonen Solothurn, i den centrala delen av landet, 60 km nordost om huvudstaden Bern. Kraftwerk Gösgen ligger 381 meter över havet.
Terrängen runt Kraftwerk Gösgen är kuperad åt nordväst, men åt sydost är den platt. Kraftwerk Gösgen ligger nere i en dal. Runt Kraftwerk Gösgen är det tätbefolkat, med 762 invånare per kvadratkilometer.. Närmaste större samhälle är Olten, 6,1 km väster om Kraftwerk Gösgen. 
I omgivningarna runt Kraftwerk Gösgen växer i huvudsak blandskog.